# وجوه مؤقتة (رواية)
وجوه مؤقتة، رواية تناقش العلاقة بين الحقيقة والخيال في عالم الكتابة والقراءة، للكاتب حسن بعيتي، شاعر وروائي سوري وُلد في حمص في 1974. صدرت الرواية في 2019 عن دار كتارا للنشر، حازت الرواية على جائزة كتارا للرواية العربية عن فئة الروايات غير المنشورة 2018.

## ملخص الرواية
"وجوه مؤقتة" للكاتب حسن بعيتي هي رواية تروي قصة الشاعر "جواد" الذي يعود إلى دمشق بعد أربع سنوات من الغياب. يستعيد ذكرياته خلال الحرب، مشددًا على تجارب أحبائه مثل صديقه "نديم" وأخيه "سيف". يتلاقى مع الإعلامية "نايا" ويحكي لها قصة حبه السابقة مع "زويا". يتناول الرواية مواضيع الحب، الحرب، والشعر، محاولًا إظهار تعدد وجوه الحقيقة وتقديم قراءة تحليلية للأفكار. تأتي الحياة بمفاجأة عندما يحدث حادث غير متوقع لصديقه "نديم".

## جوائز
توجت الرواية بجائزة كتارا للرواية العربية في فئة "الروايات غير المنشورة" 2018.